# Timoteu Briet Montaud
Timoteu Briet Montaud (Cocentaina, 13 de març de 1859 – Alcoi, 30 de gener de 1925) fou un arquitecte valencià, un dels principals representants de l'Art Nouveau a Alcoi i del modernisme valencià.

## Biografia
Fill i net d'obrers de vila, Briet i la seua família es traslladaren a Alcoi cap al 1871. Poc després es matricula a l'Escola Industrial Elemental, on va mostrar una gran vocació pel dibuix.
A la finalització aquests estudis, es va allistar a l'exèrcit. Als vint-i-un anys va marxar a Barcelona on va estudiar el batxiller, Belles Arts i finalment Arquitectura. Allí va tenir com a professors Elies Rogent i Lluís Domènech i Montaner, i com a company de promoció a un altre alcoià, Vicent Pascual Pastor.
Va tornar a Alcoi amb el títol d'arquitecte el 1890 i va projectar l'església de les Germanes dels Pobres.
A partir del 1894, comparteix la plaça d'arquitecte municipal d'Alcoi amb Vicent Pascual. També va executar treballs a Banyeres de Mariola, on realitza la capella de la parròquia i ermita del Sant Crist. La seua obra documentada a Alcoi comença amb la fosa Rodes el 1898 i s'estén fins a arribar a la casa de l'industrial Oliver el 1922.

## Estil

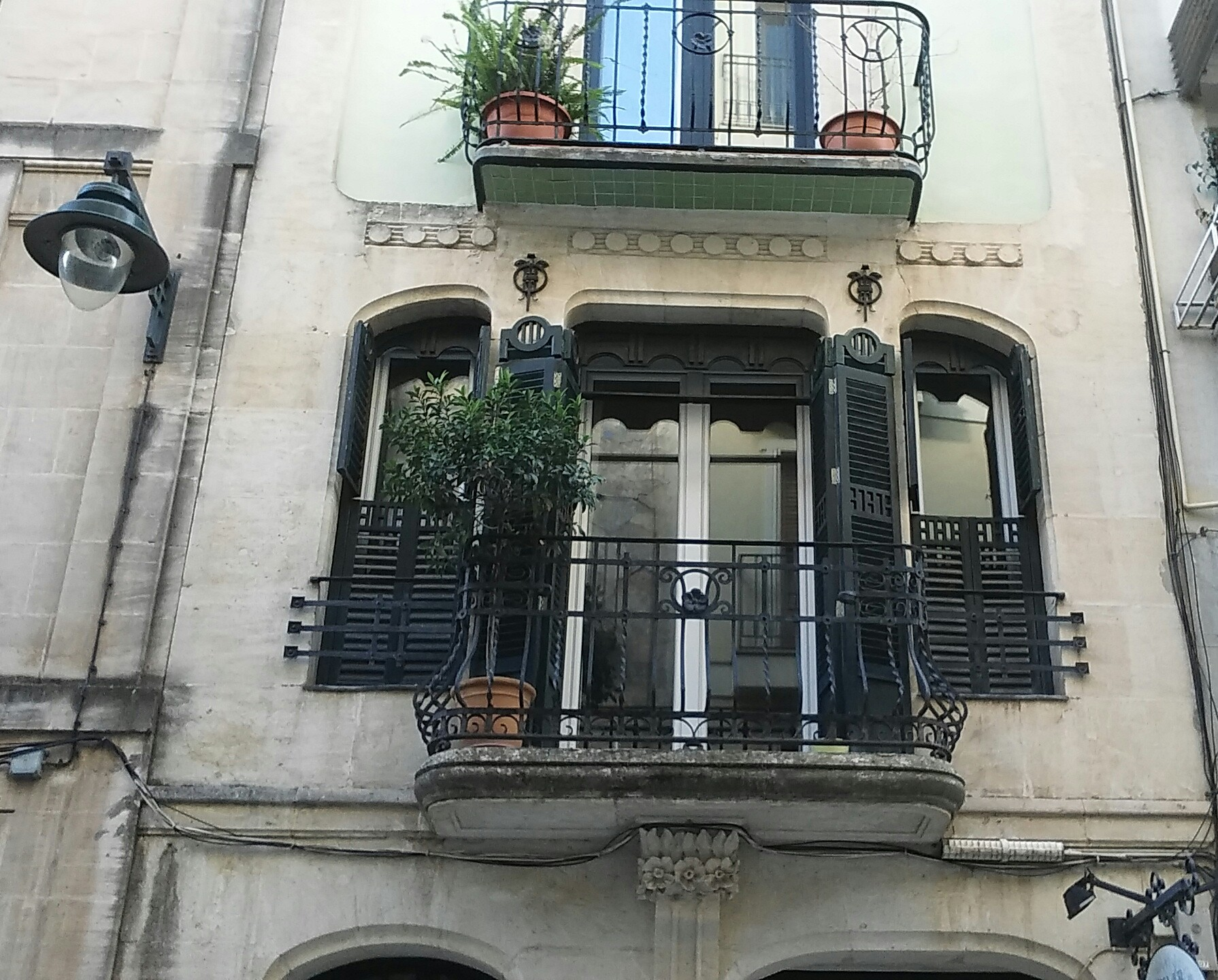
Casa Briet

Va projectar nombrosos habitatges i fàbriques a Alcoi, manifestant-se elles el segell del seu original disseny, que s'adornava amb elements del modernisme vienès (Secession). L'estil, sobri i digne en unes obres, és alegre i colorista en altres, Briet desplegava el talent estètic i el sentit de la composició. Juntament amb Vicent Pascual, el plantejament del qual era més pragmàtic, va transformar l'aspecte d'Alcoi a principis del segle xx.
En arquitectura, l'Art Nouveau neix a Bèlgica el 1893 amb la Casa Tassel de Víctor Horta, i s'estén per França el 1895 amb el Castel Beranger d'Héctor Guimard. Se'n diu 'nou' perquè trenca amb els estils històrics imitats per l'eclecticisme anterior i perquè la seua novetat consisteix en l'ús persistent de la línia ondulada, la forma essencial de la qual resideix al coup de fouet, sota formes vegetals. Però a més de la novetat en l'elecció dels elements decoratius, també és nou l'ús de materials com el ferro i el vidre, i una concepció molt diferent de la distribució i la il·luminació de l'espai interior; així com el concepte de la casa com a obra d'art integral, una unitat homogènia on el mobiliari, els accessoris i la decoració interior es dissenyen i fabriquen expressament per a aquest espai concret. Tot i això, la gran majoria dels arquitectes del moment només assimilen els aspectes decoratius de l'Art Nouveau, com és el cas de Briet, que deixa Barcelona anys abans del naixement de l'estil. Per això la seua versió de l'Art Nouveau es va reduir a l'ús de les corbes i del coup de fouet. En els altres aspectes, les seves cases segueixen la distribució interior pròpia de les cases eclèctiques del segle xix, faltes de llum natural i amb un ús escàs del ferro i del vidre.

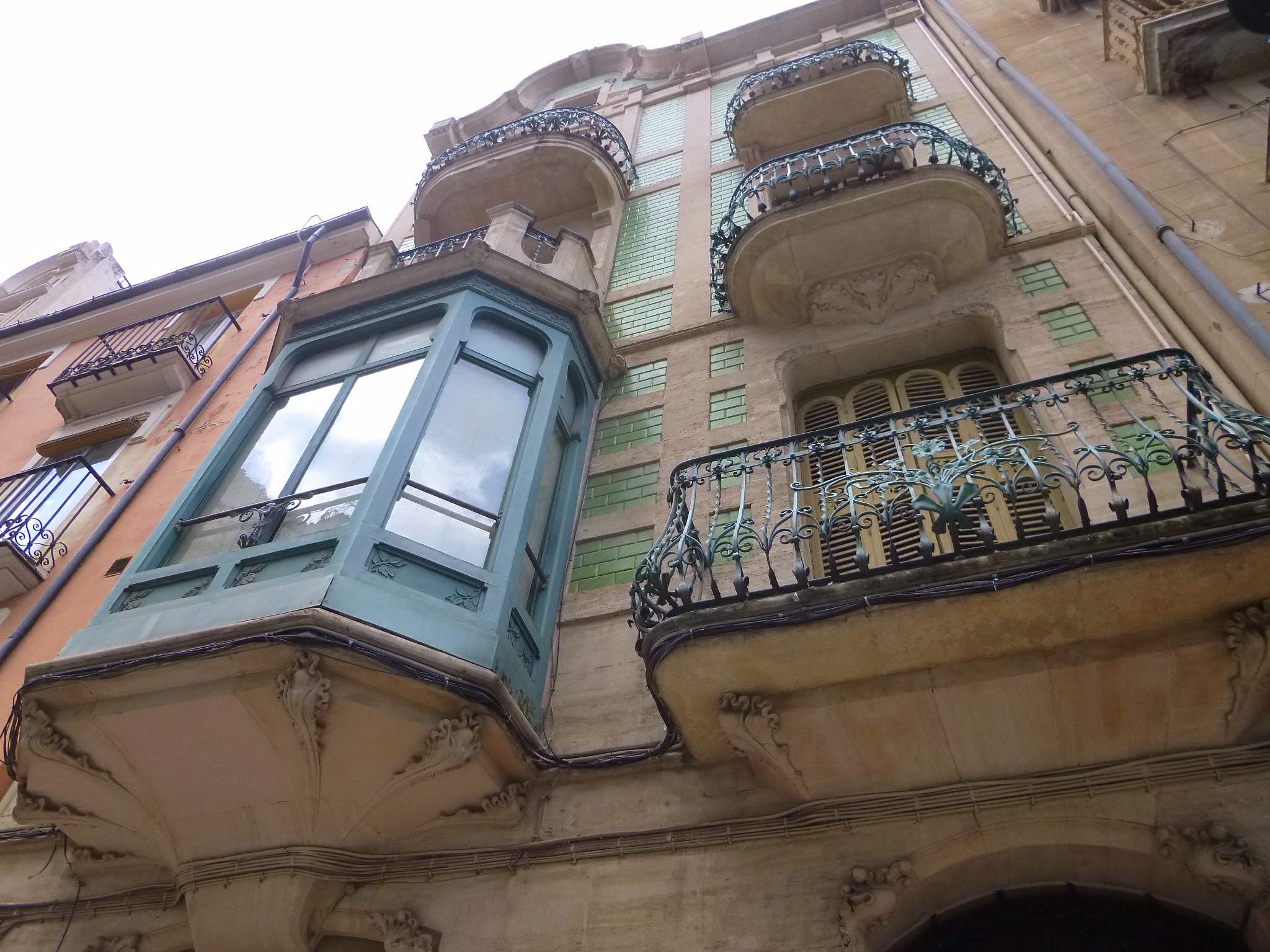
Façana de la Casa Laporta

Dins aquestes limitacions, hi ha una opinió positiva respecte de l'obra de Briet, perquè manifesta un afany de crear bellesa. Els seus edificis destaquen sobre les cases veïnes, nascudes del desig de funcionalitat o de rendibilitat. Com a exemple, la vivenda de Josep Laporta Valor. Hi destaca la bellesa de la façana, recoberta amb rajoles bisellades verdes. Tant la casa com la cotxera annexa, responen perfectament a l'estètica de Briet, consistent en l'ús de la pedra per al basament, donant-li diferents dissenys (neogòtic a la cotxera, joc de corbes i rectes a la casa) i la unificació dels pisos dins d'un marc de pedra envoltant una zona de color, més enfonsada i realitzada en un altre material (taulellets verds o maons vermells en aquest cas).

## Obra

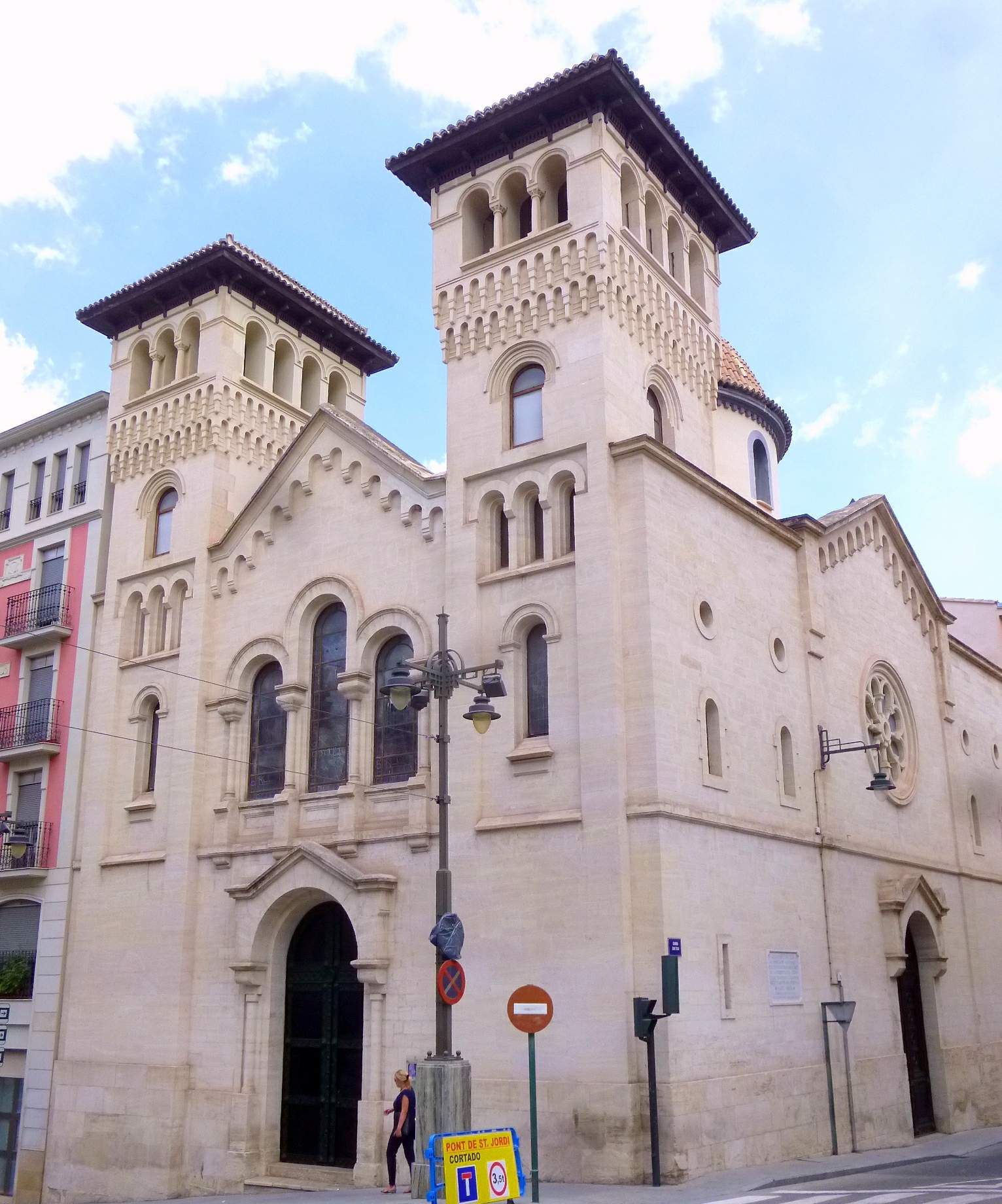
Església de Sant Jordi

Les seues obres més destacades a Alcoi són la façana del 32 del carrer de Sant Nicolau (1901), el convent de les Serventes de Maria (1904) i la Casa Laporta (1905), en la qual adopta obertament el modernisme i el revestiment ceràmic de color verd que arribarà a caracteritzar-ne l'estil. També li donen renom les seues actuacions al Cercle Industrial d'Alcoi (la biblioteca el 1906, la façana el 1909 i el saló llarg el 1910), la façana de la seua casa al 24 del carrer de Sant Josep (1910), l'edifici de la Hidroelèctrica i l'Escorxador Municipal (tots dos de 1911) i l'església de Sant Jordi (1913), d'interior neobizantí i exterior neoromànic.
Altres de les seues construccions són l'església de les Germanes dels Pobres (1891), l'ermita del Sant Crist (Banyeres de Mariola, 1901), l'edifici industrial utilitzat posteriorment com a tanatori (1914) i l'edifici del carrer de Sant Nicolau 44 (1920); sent la seua obra molt més extensa.